# クアラ・ブライト郡
クアラ・ブライト郡（クアラ・ブライトぐん、Kuala Belait）はブルネイの郡であり、同国およびブライト地区最西端の郡である。北は南シナ海に面し、東はセリア郡、南東はクアラ・バライ郡、南および西はマレーシア・サラワク州と接する。

## 町村
クアラ・ブライト郡には以下の町村がある。
- クアラブライト町 - 町内には以下の村がある。
  - シナ村（China） - 中国人学校のチャン・フア中等学校（Chung Hwa Middle School）所在地
  - スンガイ・ドゥホン村（Sungai Duhon） - クアラブライト町の商業港所在地
  - テメンゴン村（Temenggong）
  - プカン・ブライト村（Pekan Belait） - クアラブライト町の中心街
  - ムラユ・アスリ村（Melayu Asli） - クアラブライトモスク所在地
  - ムラユ・バル村（Melayu Baru）
  - ルボック・パラム村（Lubok Palam）
- スンガイ・パンダン村（Sungai Pandan） - 以下の村から成る。
  - パンダン村（Pandan） - クアラブライト町のすぐ東に位置する最大の村
  - ペルマハン・ヌガラ・カンプン・パンダン（Perumahan Negara Kampung Pandan）
- ムモン村（Mumong） - セリア・クアラブライト地域のスポーツの拠点。以下の村から成る。
  - ムモン・ウタラ村（Mumong Utara）
  - ムモン・セラタン村（Mumong Selatan）
  - ペルピンダハン・ムモン村（Perpindahan Mumong）
- ブライト川西岸地域
  - ラサウ村（Rasau） - スンガイ・テラバン村の南にある小村
    - BSP村 - ブルネイ・シェル石油（Brunei Shell Petroleum）がある

  - スンガイ・テラバン村（Sungai Teraban） - クアラブライト町からブライト川を渡ってすぐのところにある
  - スンガイ・サトゥ村（Sungai Satu）
  - スンガイ・ティガ村（Kampong Sungai Tiga）
  - スンガイ・トゥジョー村（Sungai Tujoh）
- クアラバライへの道路上の村
  - ジャラン・クアラ・バライ村（Jalan Kuala Balai） - クアラ・バライ郡のクアラバライとは別の村である

## 地形
- トゥジョー川（Sungai Tujoh） - マレーシア・サラワク州との国境沿いに位置し、税関・入国審査場がある
- ブライト川（Sungai Belait） - ブルネイ最長の川

## 施設
- ラサウガス田（Rasau gas field） - ブルネイ・シェル石油が運営
- イスタナ・マンゲリラ（Istana Mangellela）- ハサナル・ボルキア国王のクアラブライトにおける王宮